# 통가 축구 국가대표팀
통가 축구 국가대표팀(통가어: timi soka fakafonua ʻa Tonga)은 통가를 대표하는 축구 국가대표팀으로 통가 축구 연맹에서 관리하고 있다. 오세아니아의 최약체로 평가되는 팀들 중 하나로 1979년 10월 29일 타히티와의 국제 A매치 데뷔전에서 0-8로 대패했으며 현재 홈 구장으로는 로토-통가 소카 센터를 사용하고 있다.

## 국제 대회 경력

### FIFA 월드컵
처음으로 출전한 월드컵 지역 예선인 1998년 FIFA 월드컵 오세아니아 지역 예선 폴리네시아조에서 2전 전승으로 1차 예선 플레이오프에 진출했고 비록 1차 예선 플레이오프에서 솔로몬 제도에 1·2차전 합계 0-13으로 대패했으나 이 대회는 현재까지 통가 축구가 가장 좋은 성적을 거둔 월드컵 오세아니아 지역 예선으로 기록되어 있다.

### 폴리네시아컵
당시 OFC 네이션스컵 예선을 겸했던 폴리네시아컵에 3번 출전하여 이 중 1996년 OFC 네이션스컵 예선을 겸한 1994년 대회에서 준우승을 차지하며 통가 축구 역사상 모든 국제 대회를 통틀어 가장 좋은 성과를 거두었지만 아직까지 OFC 네이션스컵 본선과는 인연이 없다.

## FIFA 월드컵 (본선)
| 년도   | 결과      | 순위      | 경기      | 승        | 무*       | 패        | 득점      | 실점      | 승점      |
| ------ | --------- | --------- | --------- | --------- | --------- | --------- | --------- | --------- | --------- |
| 1930년 | 독립 이전 | 독립 이전 | 독립 이전 | 독립 이전 | 독립 이전 | 독립 이전 | 독립 이전 | 독립 이전 | 독립 이전 |
| 1934년 | 독립 이전 | 독립 이전 | 독립 이전 | 독립 이전 | 독립 이전 | 독립 이전 | 독립 이전 | 독립 이전 | 독립 이전 |
| 1938년 | 독립 이전 | 독립 이전 | 독립 이전 | 독립 이전 | 독립 이전 | 독립 이전 | 독립 이전 | 독립 이전 | 독립 이전 |
| 1950년 | 독립 이전 | 독립 이전 | 독립 이전 | 독립 이전 | 독립 이전 | 독립 이전 | 독립 이전 | 독립 이전 | 독립 이전 |
| 1954년 | 독립 이전 | 독립 이전 | 독립 이전 | 독립 이전 | 독립 이전 | 독립 이전 | 독립 이전 | 독립 이전 | 독립 이전 |
| 1958년 | 독립 이전 | 독립 이전 | 독립 이전 | 독립 이전 | 독립 이전 | 독립 이전 | 독립 이전 | 독립 이전 | 독립 이전 |
| 1962년 | 독립 이전 | 독립 이전 | 독립 이전 | 독립 이전 | 독립 이전 | 독립 이전 | 독립 이전 | 독립 이전 | 독립 이전 |
| 1966년 | 독립 이전 | 독립 이전 | 독립 이전 | 독립 이전 | 독립 이전 | 독립 이전 | 독립 이전 | 독립 이전 | 독립 이전 |
| 1970년 | 독립 이전 | 독립 이전 | 독립 이전 | 독립 이전 | 독립 이전 | 독립 이전 | 독립 이전 | 독립 이전 | 독립 이전 |
| 1974년 | 비회원국  | 비회원국  | 비회원국  | 비회원국  | 비회원국  | 비회원국  | 비회원국  | 비회원국  | 비회원국  |
| 1978년 | 비회원국  | 비회원국  | 비회원국  | 비회원국  | 비회원국  | 비회원국  | 비회원국  | 비회원국  | 비회원국  |
| 1982년 | 비회원국  | 비회원국  | 비회원국  | 비회원국  | 비회원국  | 비회원국  | 비회원국  | 비회원국  | 비회원국  |
| 1986년 | 비회원국  | 비회원국  | 비회원국  | 비회원국  | 비회원국  | 비회원국  | 비회원국  | 비회원국  | 비회원국  |
| 1990년 | 비회원국  | 비회원국  | 비회원국  | 비회원국  | 비회원국  | 비회원국  | 비회원국  | 비회원국  | 비회원국  |
| 1994년 | 비회원국  | 비회원국  | 비회원국  | 비회원국  | 비회원국  | 비회원국  | 비회원국  | 비회원국  | 비회원국  |
| 1998년 | 예선 탈락 | 예선 탈락 | 예선 탈락 | 예선 탈락 | 예선 탈락 | 예선 탈락 | 예선 탈락 | 예선 탈락 | 예선 탈락 |
| 2002년 | 예선 탈락 | 예선 탈락 | 예선 탈락 | 예선 탈락 | 예선 탈락 | 예선 탈락 | 예선 탈락 | 예선 탈락 | 예선 탈락 |
| 2006년 | 예선 탈락 | 예선 탈락 | 예선 탈락 | 예선 탈락 | 예선 탈락 | 예선 탈락 | 예선 탈락 | 예선 탈락 | 예선 탈락 |
| 2010년 | 예선 탈락 | 예선 탈락 | 예선 탈락 | 예선 탈락 | 예선 탈락 | 예선 탈락 | 예선 탈락 | 예선 탈락 | 예선 탈락 |
| 2014년 | 예선 탈락 | 예선 탈락 | 예선 탈락 | 예선 탈락 | 예선 탈락 | 예선 탈락 | 예선 탈락 | 예선 탈락 | 예선 탈락 |
| 2018년 | 예선 탈락 | 예선 탈락 | 예선 탈락 | 예선 탈락 | 예선 탈락 | 예선 탈락 | 예선 탈락 | 예선 탈락 | 예선 탈락 |
| 2022년 | 기권      | 기권      | 기권      | 기권      | 기권      | 기권      | 기권      | 기권      | 기권      |
| 2026년 | 예선 탈락 | 예선 탈락 | 예선 탈락 | 예선 탈락 | 예선 탈락 | 예선 탈락 | 예선 탈락 | 예선 탈락 | 예선 탈락 |
| 합계   |           |           |           |           |           |           |           |           |           |

## FIFA 월드컵 (예선)
| 년도   | 경기                                           | 승                                             | 무*                                            | 패                                             | 득점                                           | 실점                                           | 승점                                           |
| ------ | ---------------------------------------------- | ---------------------------------------------- | ---------------------------------------------- | ---------------------------------------------- | ---------------------------------------------- | ---------------------------------------------- | ---------------------------------------------- |
| 1930년 | 독립 이전                                      | 독립 이전                                      | 독립 이전                                      | 독립 이전                                      | 독립 이전                                      | 독립 이전                                      | 독립 이전                                      |
| 1934년 | 독립 이전                                      | 독립 이전                                      | 독립 이전                                      | 독립 이전                                      | 독립 이전                                      | 독립 이전                                      | 독립 이전                                      |
| 1938년 | 독립 이전                                      | 독립 이전                                      | 독립 이전                                      | 독립 이전                                      | 독립 이전                                      | 독립 이전                                      | 독립 이전                                      |
| 1950년 | 독립 이전                                      | 독립 이전                                      | 독립 이전                                      | 독립 이전                                      | 독립 이전                                      | 독립 이전                                      | 독립 이전                                      |
| 1954년 | 독립 이전                                      | 독립 이전                                      | 독립 이전                                      | 독립 이전                                      | 독립 이전                                      | 독립 이전                                      | 독립 이전                                      |
| 1958년 | 독립 이전                                      | 독립 이전                                      | 독립 이전                                      | 독립 이전                                      | 독립 이전                                      | 독립 이전                                      | 독립 이전                                      |
| 1962년 | 독립 이전                                      | 독립 이전                                      | 독립 이전                                      | 독립 이전                                      | 독립 이전                                      | 독립 이전                                      | 독립 이전                                      |
| 1966년 | 독립 이전                                      | 독립 이전                                      | 독립 이전                                      | 독립 이전                                      | 독립 이전                                      | 독립 이전                                      | 독립 이전                                      |
| 1970년 | 독립 이전                                      | 독립 이전                                      | 독립 이전                                      | 독립 이전                                      | 독립 이전                                      | 독립 이전                                      | 독립 이전                                      |
| 1974년 | 비회원국                                       | 비회원국                                       | 비회원국                                       | 비회원국                                       | 비회원국                                       | 비회원국                                       | 비회원국                                       |
| 1978년 | 비회원국                                       | 비회원국                                       | 비회원국                                       | 비회원국                                       | 비회원국                                       | 비회원국                                       | 비회원국                                       |
| 1982년 | 비회원국                                       | 비회원국                                       | 비회원국                                       | 비회원국                                       | 비회원국                                       | 비회원국                                       | 비회원국                                       |
| 1986년 | 비회원국                                       | 비회원국                                       | 비회원국                                       | 비회원국                                       | 비회원국                                       | 비회원국                                       | 비회원국                                       |
| 1990년 | 비회원국                                       | 비회원국                                       | 비회원국                                       | 비회원국                                       | 비회원국                                       | 비회원국                                       | 비회원국                                       |
| 1994년 | 비회원국                                       | 비회원국                                       | 비회원국                                       | 비회원국                                       | 비회원국                                       | 비회원국                                       | 비회원국                                       |
| 1998년 | 4                                              | 2                                              | 0                                              | 2                                              | 3                                              | 13                                             | 6                                              |
| 2002년 | 4                                              | 2                                              | 0                                              | 2                                              | 7                                              | 30                                             | 6                                              |
| 2006년 | 4                                              | 1                                              | 0                                              | 3                                              | 2                                              | 17                                             | 3                                              |
| 2010년 | 4                                              | 1                                              | 0                                              | 3                                              | 6                                              | 10                                             | 3                                              |
| 2014년 | 3                                              | 1                                              | 1                                              | 1                                              | 4                                              | 4                                              | 4                                              |
| 2018년 | 3                                              | 0                                              | 0                                              | 3                                              | 1                                              | 8                                              | 0                                              |
| 2022년 | 기권                                           | 기권                                           | 기권                                           | 기권                                           | 기권                                           | 기권                                           | 기권                                           |
| 2026   | 2                                              | 1                                              | 0                                              | 1                                              | 4                                              | 3                                              | 3                                              |
| 합계   | 24                                             | 8                                              | 1                                              | 15                                             | 27                                             | 85                                             | 25                                             |
| 순위   | 월드컵 예선 승점 순위 : 164위 (오세아니아 9위) | 월드컵 예선 승점 순위 : 164위 (오세아니아 9위) | 월드컵 예선 승점 순위 : 164위 (오세아니아 9위) | 월드컵 예선 승점 순위 : 164위 (오세아니아 9위) | 월드컵 예선 승점 순위 : 164위 (오세아니아 9위) | 월드컵 예선 승점 순위 : 164위 (오세아니아 9위) | 월드컵 예선 승점 순위 : 164위 (오세아니아 9위) |

## OFC 네이션스컵
- 1973년 - 불참
- 1980년 - 불참
- 1996년 ~ 2016년 - 예선 탈락